# Hurricane (musikgrupp)
Hurricane är serbisk musikgrupp bildad 2017. Gruppen har tre medlemmar: Sanja Vučić, Ivana Nikolić och Ksenija Knežević. Gruppen representerade Serbien i Eurovision Song Contest 2021. Det var även menat att trion skulle representera Serbien i Eurovision Song Contest 2020, men på grund av Covid-19-pandemin blev festivalen inställd.

## Medlemmar
- Sanja Vučić föddes i Kruševac, Serbien den 8 augusti 1993. Hon studerade vid Belgrads universitet och kan utöver prata serbiska, spanska, portugisiska, italienska och engelska. Hon representerade Serbien i Eurovision Song Contest 2016 med låten "Goodbye".
- Ivana Nikolić föddes i Niš, Serbien den 16 april 1995.
- Ksenija Knežević föddes i Belgrad, Serbien den 24 januari 1996.